# フォン・ロール
フォン・ロール・ホールディング株式会社（Von Roll Holding AG）は、世界中で事業を展開するスイス企業。老舗メーカーの1つとして、発電、送電、蓄電などの電力分野、ならびにエレクトロモビリティおよび産業用アプリケーションを開発している。 

## 歴史
フォン・ロールは、1803年に設立された「ブラザーズ・デュルホルツ＆カンパニー商社製鉄所」を起源とする。1810年にルートヴィヒ・フライヘル・フォン・ロール（1771年 - 1839年）とヤコブ・フォン・グルッツにより結成された「フォン・ロール＆シー」によって引き継がれた。1823年5月、ルートヴィヒ・フォン・ロールは、多くの鉄を必要とする工業化と鉄道建設の恩恵を受け、「ルートヴィヒ・フォン・ロール製鉄業協会」を設立した。 
1970年代には1万人以上の従業員を擁するスイスで最も重要な企業の一つに発展したが、1973年には石油危機に苦しんだ。2002年末、前年の累積損失を受けて資本金を1030万スイス・フランに減額し、2003年には経営再建を行うほどだった。2004年には断熱材事業に集中するための新経営戦略を開始し、事業の方向転換を行った。 
2019年上旬現在の主要な株主はアウグスト・フォン・フィンクジュニアとその家族で、65％以上を所有している。2018年12月に転換社債が株式に転換され、株主構成は不透明になった。2019年には従業員の給与をスイス・フランではなくユーロ払いとしたことで訴訟に巻き込まれている。 

## フォン・ロール・ザイルバーネン
フォン・ロール・ザイルバーネン株式会社(Von Roll Seilbahnen AG)は、同社の索道とケーブルカー部門であったが、1996年オーストリアの索道メーカードッペルマイヤーに売却された。 

### 製品
フォン・ロールの最も有名な製品は、多くの遊園地で運営されているフォン・ロール・タイプ101(VR101)「スカイライド」で、合計100基以上が建設された。2008年現在でも10基程度が運用を続けている。1954年12月30日に開業したアドリスヴィル・フェルネネック・ケーブルカーが最初で、総工費は100万スイス・フランと7ヶ月の期間を費やした。この索道は未だ現役であり、2010年3月31日には1000万人の乗客を輸送を達成した。ディズニーランドスカイウェイは、米国で最初のフォン・ロール製の索道で、1956年6月23日に開業し、1994年11月9日に廃止となった。 

### 稼働中のフォン・ロール・タイプ101(VR101)
| 名称                                | 開業年 | 遊戯施設名                                   | 場所                                                       | 備考                                                             | 参照   |
| ----------------------------------- | ------ | -------------------------------------------- | ---------------------------------------------------------- | ---------------------------------------------------------------- | ------ |
| クルプカコマージースカイライド      | 1952年 | ラノバ・ドラハ・クルプカ                     | チェコ・クルプカ                                           | 世界最後のVR101サイドチェアリフトで、置き換え計画もない          |        |
| レイクルイーズゴンドラ              | 1959年 | レイク・ルイーズ                             | カナダ・アルバータ州                                       |                                                                  |        |
| スカイライド                        | 1962年 | シダーポイント                               | アメリカ合衆国・オハイオ州サンダスキー                     | 旧フロンティアリフトの搬器を使用。                               | [ 7 ]  |
| スカイライド                        | 1962年 | スーパーランド                               | イスラエル・リション・レジオン                             |                                                                  |        |
| スカイライド                        | 1964年 | ミネソタ・ステート・フェア                   | アメリカ合衆国・ミネソタ州ファルコン・ハイツ               |                                                                  |        |
| スカイライド                        | 1965年 | タルサ・ステート・フェアグラウンズ           | アメリカ合衆国・オクラホマ州タルサ                         |                                                                  |        |
| ベイサイドスカイライド              | 1967年 | シーワールド・サンディエゴ                   | アメリカ合衆国・カリフォルニア州サンディエゴ               | 往復乗車                                                         | [ 8 ]  |
| スカイバケツ                        | 1968年 | シックス・フラッグス・オーバー・ジョージア   | アメリカ合衆国・ジョージア州オーステル                     |                                                                  | [ 9 ]  |
| スカイファーリ                      | 1969年 | サンディエゴ動物園                           | アメリカ合衆国・カリフォルニア州サンディエゴ               |                                                                  |        |
| スカイライド                        | 1974年 | ブッシュガーデン・タンパ                     | アメリカ合衆国・フロリダ州タンパ                           |                                                                  | [ 10 ] |
| スカイウェイ                        | 1974年 | シックスフラッグス・グレート・アドベンチャー | アメリカ合衆国・ニュージャージー州ジャクソン・タウンシップ | もともと1964年のクイーンズ国際見本市用に建設された。             |        |
| スカイリフト                        | 1974年 | タマン・サファリ                             | インドネシア・ボゴール                                     |                                                                  |        |
| エアロノートスカイライド            | 1975年 | ブッシュガーデン・ウィリアムズバーグ         | アメリカ合衆国・バージニア州ウィリアムズバーグ             | 3駅、一方通行のみ。                                              |        |
| デルタフライヤー/イーグルズフライト | 1975年 | カリフォルニアズ・グレート・アメリカ         | アメリカ合衆国・カリフォルニア州サンタクララ               |                                                                  |        |
| スカイライド                        | 1980年 | ワシントン・ステート・フェア                 | アメリカ合衆国・ワシントン州ピュアラップ                   | 1962年シアトル世界博覧会のために建設                             |        |
| ケーブルウェイ                      | 1995年 | 国立コーヒー公園                             | コロンビア・キンディオ県                                   | ブロンクス動物園とノックスビル国際博覧会のコンビネーションライド |        |

### 廃止されたフォン・ロール・タイプ101(VR101)
| 名称                                         | 開業年 | 廃止年 | 遊戯施設名                                  | 場所                                               | 備考 | 参照   |
| -------------------------------------------- | ------ | ------ | ------------------------------------------- | -------------------------------------------------- | --- | ------ |
| アルペン・スイス・スカイライド               | 1963年 | 1994年 | アクアリーナ・スプリングス                  | アメリカ合衆国・テキサス州サンマルコス             | 1994年廃止、 2013年撤去 |        |
| ジェンナー・バーン                           | 1953年 | 2017年 | ベルヒテスガーデン国立公園                  | ドイツバイエルン州ベルヒテスガーデン               | 世界で2基残存したVR101サイドチェアリフトのうちの１基（VR101ゴンドラ内部に横向きのシートが設置されている）。                                |        |
| アストロリフト                               | 1967年 | 1981年 | シックス・フラッグ・オーバー・ジョージア    | アメリカ合衆国・ジョージア州オーステル             | | [ 11 ] |
| アストロリフト                               | 1961年 | 1981年 | シックスフラッグス・オーバー・テキサス      | アメリカ合衆国・テキサス州アーリントン             | 安全性が疑問視され撤去。 |        |
| アストロウェイ                               | 1967年 | 2005年 | シックス・フラッグス・アストロワールド      | アメリカ合衆国・テキサス州ヒューストン             | 閉園時に撤去。 |        |
| ブリュッセル万国博覧会のスカイライド         | 1960年 | 1976年 | レイクランド                                | アメリカ合衆国・テネシー州メンフィス               | |        |
| デルタフライヤー・イーグルズフライト         | 1976年 | 1984年 | シックス・フラッグス・グレート・アメリカ    | アメリカ合衆国・イリノイ州ガーニー (イリノイ州)    | |        |
| フロンティアリフト                           | 1968年 | 1985年 | シダーポイント                              | アメリカ合衆国・オハイオ州サンダスキー             | アイアン・ドラゴン導入のため撤去。搬器はスカイライド用として流用。                                                                         |        |
| ゴンドラ・スカイライド                       | 1982年 | 不詳   | ノックスビル国際博覧会                      | アメリカ合衆国・テネシー州ノックスビル             | 運行終了後に国立コーヒー公園に移設。 |        |
| ニューイングランド・スカイウェイ             | 1973年 | 2014年 | シックス・フラッグス・ニューイングランド    | アメリカ合衆国・マサチューセッツ州アガワム         | 1963年にコニーアイランドで建設。ウィキッド・サイクロン建設のため撤去。                                                                     |        |
| オーシャン・スカイウェイ                     | 1958年 | 1967年 | パシフィック・オーシャン・パーク            | アメリカ合衆国・カリフォルニア州サンタモニカ       | 「スカイライド」として「レジェンド・シティ」に移転。                                                                                       | [ 12 ] |
| ツーソン・マイニング・カンパニー・鉱石運搬線 | 1960年 | 1964年 | フリーダムランドUSA                         | アメリカ合衆国・ニューヨーク州ブロンクス区         | 支柱は、ニュージャージー州ジャクソンの「グレート・アドベンチャー」で流用されている。搬器は1958年ブリュッセル世界博覧会のものとされている。 |        |
| サテライト                                   | 1968年 | 1983年 | レジェンド・シティ                          | アメリカ合衆国・アリゾナ州フェニックス             | |        |
| スカイファーリ                               | 1972年 | 2009年 | ブロンクス動物園                            | アメリカ合衆国・ニューヨーク州ブロンクス区         | 運行終了後に国立コーヒー公園に移設。 |        |
| スカイライド                                 | 1964年 | 1999年 | ブラッケンリッジ・パーク                    | アメリカ合衆国・テキサス州サンアントニオ           | 1999年に廃止、2002年に費用削減のため撤去。                                                                                                 |        |
| スカイライド                                 | 1965年 | 1971年 | コニーアイランド (シンシナティ)             | アメリカ合衆国・オハイオ州シンシナティ             | キングス・アイランドに移設。 |        |
| スカイライド                                 | 1968年 | 不詳   | サンアントニオ国際博覧会                    | アメリカ合衆国・テキサス州サンアントニオ           | 閉会後も継続運転していた。 |        |
| スカイライド                                 | 1972年 | 1979年 | キングス・アイランド                        | アメリカ合衆国・オハイオ州キングス・ミルズ         | シンシナティのコニーアイランドより移設。                                                                                                   |        |
| スカイライド                                 | 1967年 | 2004年 | ラ・ロンド・アミューズメントパーク          | カナダケベック州モントリオール                     | モントリオール万国博覧会のために建設され、駅は現存。                                                                                       |        |
| スカイライド                                 | 1972年 | 1997年 | オープリーランド                            | アメリカ合衆国・テネシー州ナッシュビル             | |        |
| スカイライド                                 | 1966年 | 1975年 | パイレーツ・ワールド                        | アメリカ合衆国・フロリダ州デイニア・ビーチ         | |        |
| スカイウェイ                                 | 1956年 | 1994年 | ディズニーランド                            | アメリカ合衆国・カリフォルニア州アナハイム         | 疲労によるひび割れ発見のため撤去。 |        |
| スカイウェイ                                 | 1971年 | 1999年 | マジック・キングダム                        | アメリカ合衆国・フロリダ州レイク・ブエナ・ヴィスタ | |        |
| スカイウェイ                                 | 1983年 | 1998年 | 東京ディズニーランド                        | 日本・千葉県浦安市                                 | |        |
| スカイウェイ                                 | 1971年 | 1981年 | シックス・フラッグス・セントルイス          | アメリカ合衆国・ミズーリ州ユーリカ (ミズーリ州)    | 1978年7月26日に搬器が落下して3人が死亡、1人が重傷を負う事故を起こし、撤去。                                                                |        |
| サザンクロス                                 | 1977年 | 1983年 | シックス・フラッグス・グレート・アメリカ    | アメリカ合衆国・イリノイ州ガーニー                 | |        |
| スペースライド                               | 1963年 | 1967年 | リバー・ビュー・パーク (シカゴ)             | アメリカ合衆国・イリノイ州シカゴ                   | |        |
| スイス・スカイライド                         | 1964年 | 1979年 | フェア・パーク / テキサス・ステート・フェア | アメリカ合衆国・テキサス州ダラス                   | 1名死亡の死傷事故を起こしため撤去。 |        |
| ユニオン76スカイライド                       | 1962年 | 1980年 | シアトル万国博覧会                          | アメリカ合衆国・ワシントン州シアトル               | シアトルセンターで運行後、ワシントン・ステート・フェアに移設。                                                                             |        |

その他には、世界初の3Sロープウェイ「アルパインエクスプレスI」を1991年に、1994年には「アルパインエクスプレスII」をザースフェーで建設した。この技術は索道事業がドッペルマイヤーに買収されて以降も積極的な開発が行われ、同社の主力製品の一つとなっている。

### モノレール

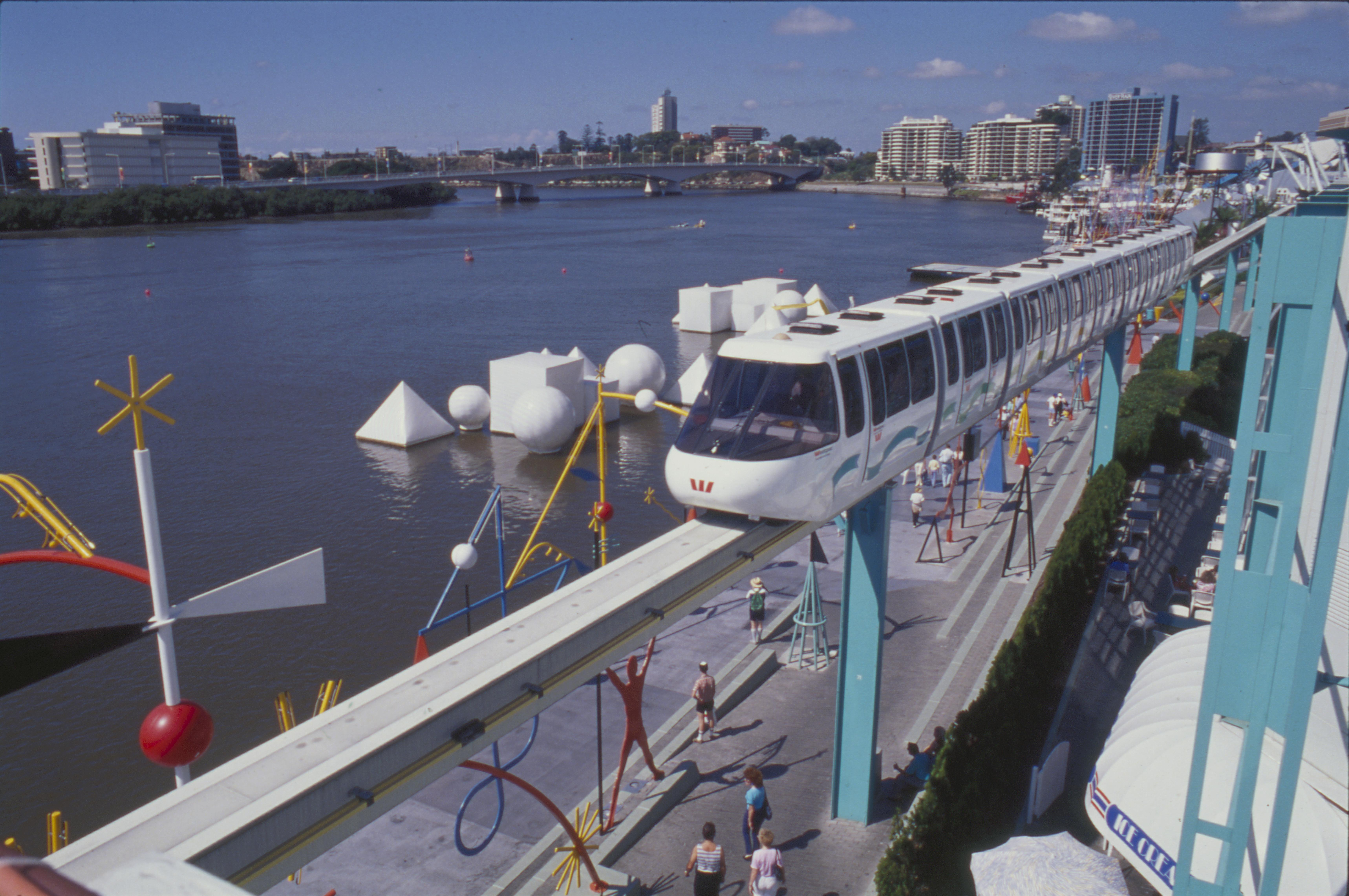
万博88でのVon Roll MkIIモノレール。

Mk II形・Mk III形モノレールは、 新交通システムとして世界中に建設されたが、事業はアドトランツ（現ボンバルディア・トランスポーテーション）に売却されたが、モノレール部品の供給は継続して行っている。 
エアトレイン・ニューアークは1996年に開業したフォン・ロール製モノレールであり、2001年にアムトラックとニュージャージー・トランジットに接続するニューアーク空港駅まで延伸された。 
イギリス・スタッフォードシャーにあるテーマパーク「オールトン・タワーズ」のモノレールは、カナダ・ブリティッシュコロンビア州バンクーバーで開催されたExpo 86で使用されたものを流用した。 
1982年にシンガポールのセントーサ島でセントーサ・モノレールを建設した。このモノレールは2005年3月に廃止となり、セントーサ・エクスプレスに取って代わられた。 
シンガポールのジュロン・バードパークにあるジュロン・バードパーク・パノレールは、4両編成のビーム式モノレールで、1991年に運行を開始、2012年に廃止された。 
オーストラリアには4基のフォン・ロール製モノレールがあったが、2019年現在稼働しているのは1基のみとなっている。ゴールドコーストにあるテーマパーク「シーワールド」において、オーストラリア初のモノレールのフォン・ロール製MkII形が1986年に開業した。ショッピングセンターとカジノを結ぶ近くのブロードビーチにあるMkIII形モノレールは1989年に運行を開始したが、耐用年数切れの機器と後援のために2017年1月29日に廃止された。シドニーモノレールで採用されたMkIII形は1988年7月21日に運行を開始し、シドニー市内中心部とダーリングハーバーを直通した。しかし高額な維持費で運行継続が困難となり、2013年6月30日をもって廃止となった。ブリスベンで開催された万博では、サウスバンクの万博会場の周りに環状線としてMkII形モノレールが運用されていた。閉会後にこのモノレールは撤去され、痕跡は残っていない。 

### スペースタワーズ
シダーポイントのスペーススパイラルや、アストロワールドのアストロニードル、コニーズスペースタワーは、スイス・ベルンにあるウィリー・ビューラースペースタワー・カンパニーによって建設され、フォン・ロール製の搬器が使用された。インタミンは1971年、タワー販売を開始するにあたって、建設を同じく搬器をフォン・ロール社と契約した。ウィリー・ビューラースペースタワーズは、最終的にフォン・ロールに買収された。 

## ケーブルカー
- フォールズ・インクライン鉄道 -  カナダナイアガラフォールズにあるインクライン。1966年開業。